# Buitengewoon hoogleraar
Een buitengewoon hoogleraar (Latijn: professor extraordinarius) is een hoogleraar die in deeltijd in dienst is bij een universiteit. De functie  wordt niet zoals gewoon hoogleraren uit het normale onderwijsbudget van een universiteit betaald, maar buiten de vaste, reguliere aanstellingsplaatsen om.
Anders dan het bijzonder hoogleraarschap is een buitengewoon hoogleraarschap (extra-ordinariaat) niet ingesteld vanuit de middelen van een stichting of bedrijf, maar uit die van de universiteit zelf.

## Nederland
Buitengewoon hoogleraren werden reeds aangesteld bij de Illustere scholen. Personen vervulden deze functie deeltijds en hadden een iets lagere status dan de gewone hoogleraren. Tussen 1877-1905 werd de functie bij de rijksuniversiteiten afgeschaft, de gemeentelijke universiteit van Amsterdam behield in deze periode de functie. Vanaf 1905 had de buitengewoon hoogleraar examen- en promotierecht. In 1985 werd de functie van buitengewoon hoogleraar in Nederland afgeschaft en gelijkgesteld met de functie van gewoon hoogleraar.